# John Scott (Organist)
John Gavin Scott (* 18. Juni 1956 in Wakefield; † 12. August 2015 in New York) war ein britischer Organist.

## Leben
John Scott begann seine musikalische Laufbahn als Chorsänger an der Kathedrale von Wakefield. Dort erhielt er auch seinen ersten Orgelunterricht. Er wurde zunächst  Assistenzorganist am St John’s College  in Cambridge. Weitere Stationen waren Assistenzen an der St Paul’s Cathedral und an der Kathedrale von Southwark. 1990 wurde er Organist und Musikdirektor an der St Paul’s Cathedral, wo er auch für die Königsfamilie spielte, u. a. bei der Trauung von Charles III und Diana, Princess of Wales. 2004 wechselte er an die St. Thomaskirche in New York.

## Auszeichnungen und Preise
- 1978: Manchester International Organ Competition
- 1984: 1. Preis beim  Internationalen Johann-Sebastian-Bach-Wettbewerb
- 2004: Lieutenant of the Royal Victorian Order[2]
- Ehrendoktor des Nashotah House Theological Seminary